# Natthaphong Samana
Natthaphong Samana (Chiang Mai, 29 giugno 1984) è un calciatore thailandese, difensore del Suphanburi.

## Caratteristiche tecniche
Terzino sinistro, può essere schierato anche come centrocampista di sinistra.

## Carriera

### Club
Comincia a giocare al Krung Thai Bank. Nel 2008 viene acquistato dal Chonburi. Nel 2015 passa al Suphanburi.

### Nazionale
Ha debuttato in Nazionale il 23 agosto 2006, nell'amichevole Birmania-Thailandia (2-2). Ha messo a segno la sua prima rete con la maglia della Nazionale il 14 gennaio 2007, in Thailandia-Filippine (4-0), in cui ha siglato la rete del definitivo 4-0. Ha partecipato, con la Nazionale, alla Coppa d'Asia 2007. Ha collezionato in totale, con la maglia della Nazionale, 39 presenze e una rete.